# Apolysis nigricans
Apolysis nigricans är en tvåvingeart som först beskrevs av Tabet och Hall 1987.  Apolysis nigricans ingår i släktet Apolysis och familjen svävflugor.
Artens utbredningsområde är Kalifornien. Inga underarter finns listade i Catalogue of Life.